# Balzar Nettelbladt
Baltzar (Balthazar) Nettelbladt, döpt 26 augusti 1691 i Stockholm, död där 17 april 1769, var en svensk affärsman och politiker.

## Biografi
Baltzar Nettelbladt var son till Caspar Nettelbladh. Han lärde sig handelsyrket på faderns kontor och gjorde 1716–1723 vidsträckta studieresor i Europa där han besökte samtiden främsta handelscentra. 1726 vann han burskap som handelsman i Stockholm. Nettelbladt blev en av Stockholms större skeppsredare. Hans fartyg och andelar i fartyg var tillsammans värda 278.000 daler kopparmynt. Som köpman ägnade han liksom sin far åt export av järn och en del koppar samt bräder och tjära. Han var dock mer betydande som importör, där han var en av Stockholms främsta handelsmän. Nettelbladt var även en framstående kommunalpolitiker, bland annat som ledamot av Borgerskapets bemedlingskommission. Han var ledamot av borgarståndet vid riksdagarna 1746–1747 samt 1751–1752 samt tillhörde sekreta utskottet. Nettelbladt var en tid direktör för det 1724 inrättade Konvojkommissariatet, vars uppgift var att skydda den svenska sjöfarten på Medelhavet mot sjörövare, samt en av stiftarna av Sjöassuranskompaniet 1739. Nettelbladt blev 1756 blind.